# Нова Варош
Нова Варош је градско насеље у Србији и седиште истоимене општине у Златиборском управном округу. Према попису из 2022. било је 7.542 становника.

## Географија
Смештена је на средини магистралног пута Београд—Бар, на надморској висини од 1.000 м. Над њом се издиже планина Златар, дуга 22 км и широка 12 км, са највишим врхом од 1.627 м. Сама нововарошка општина обухвата површину од 584 км² у којој живи преко 16.000 становника.
Код насеља Кокин Брод, 11 километара северно од Нове Вароши ка Чајетини, подигнута је насипна брана (хидроцентрала) и тако је у долини Увца створено Златарско језеро (или језеро Кокин Брод), дугачко 30 километара, са акумулацијом од преко 400 милиона кубних метара воде.
Струју увачког електро-система назван „Лимске хидроелектране“ производе хидроцентрале „Увац“, „Кокин Брод“, „Бистрица“ и „Потпећ“, тако да произведу годишње око 800 милиона киловат-часова електричне енергије. У општини послује око 100 предузећа и 450 радњи, а запослено је 5.500 становника.
Пољопривреду карактерише развијено сточарство, производња млечних производа, од којих је најпознатији чувени златарски сир. Значајни пољопривредни потенцијали постоје у развоју воћарства, пчеларства и откупу и преради шумских плодова. Пољопривредну површину чини 57,10% укупне површине општине, а шумском земљишту припада 33,85%.
За развој туризма у Новој Вароши и њеној околини постоје добри предуслови, који се огледају у лепотама и другим природним вредностима планине Златар и акумулационих језера.
Једна од изузетних природних реткости је белоглави суп, чије је станиште у кањону реке Увац.
Културно-историјске споменике представљају: цркве - брвнаре по селима, зграда старе школе у Радоињи, црква и џамија у Новој Вароши и други белези и знамења. Они сведоче о животу људи овог краја кроз векове и о присуству Келта, Римљана, Словена и других народа на овим просторима.
Овде се налази ОШ „Живко Љујић” Нова Варош. Постоји Завичајни музеј у Новој Вароши отворен 2012. године.

## Историја
Нова Варош је настала у средином 16. века. Везује се за име Скендер-паше Ђеновљанина. Кад је Скендер-паша, путујући из Босне за Цариград (1530), застао са пратњом на заравни у подножју планине Златар и одушевљен лепотама овог шумовитог предела и опојним мирисом боровине, наредио је при поласку да се ту подигне касаба. Убрзо је никло насеља на месту данашње Нове Вароши. Названо је Скендер-пашина Паланка. Кад је нарасло до близу 2.000 кућа, „букну пожар и спржи палаку до темеља“ (Евлија Челебија). Већина становника је остала ту и подигла нову касабу коју назваше Јени Касаба, што на српском значи Нова Варош.
Све живља трговина стоком и њеним производима, учинила је да се варош, на раскрсници важних путева, брзо развијала. Административно, од 1776, била је у саставу новопазарског санџака. Средином 19. века Нова Варош, према записима руског конзула и путописца Александра Гиљфердинга, имала је око 300 кућа и око 1.200 становника, „што је била реалнија процена од оне коју је изнео Елвија Челебија, који је иначе склон претеривању, навео да у Новој Вароши има чак. 2.000 кућа“.
Почетком 19. века (1809), град су од Турака ослободили Карађорђеви устаници. али су га истовремено грешком и запалили. Одласком Карађорђевих устаника, Нову Варош је, бежећи од турске одмазде, напустио велики број српског живља, иселивши се у Србију.
После више окршаја у Првом и Другом српском, а затим и у Невесињском устанку 1875. године (велика борба у суседном селу Радоињи), народ овог краја ослободио се турског ропства победом у Првом балканском рату 1912. године. Нова Варош је тада имала 450 кућа и 2.909 становника.
У времену од 1865. до 1902. године, Нова Варош је припадала Новопазарском санџаку, а потом је од 1902. до 1912. године била у саставу посебног Сјеничког санџака. На почетку Првог балканског рата у јесен 1912. године, Нову Варош је ослободила војска Краљевине Србије.
Указом Краља од 23. јануара 1914. године насеље је добило статус варошице.
И у Првом светском рату нововарошки крај дао је велики допринос победи против централних сила Аустроугарске и Немачке, а на Солунском фронту и против Бугарске. Њихов земљак, прослављени војвода Петар Бојовић, родом из села Мишевићи испод планине Златар, командовао је српском Првом армијом.
Соколско друштво је основано 1924. као прво у бившем Новопазарском Санџаку, соколски дом је грађен 1930-тих.
Нова Варош није остала по страни и у Народноослободилачком рату 1941—1945. Народ овог краја сврстао се у великом броју у јединице народноослободилачке војске, у Златиборску чету односно Трећу пролетерску санџачку ударну бригаду, а сама Нова Варош је више од 70 пута била час окупирана, а час поново ослобађана. Коначно је ослобођена 4. децембра 1944.

## Демографија
У насељу Нова Варош живи 7252 пунолетних становника, а просечна старост становништва износи 40,7 година (39,9 код мушкараца и 41,6 код жена).
Ово насеље је углавном насељено Србима (према попису из 2011. године), а у последња два пописа, примећен је пад у броју становника.
|             | \| Демографија[5] \| Демографија[5] \| Демографија[5] \| \| Година \| Становника \| Становника \| \| -------------- \| -------------- \| -------------- \| \| 1948. \| 1.781 \| \| \| 1953. \| 2.179 \| \| \| 1961. \| 3.200 \| \| \| 1971. \| 5.718 \| \| \| 1981. \| 8.565 \| \| \| 1991. \| 10.424 \| 10.405 \| \| 2002. \| 10.335 \| 10.462 \| \| 2011. \| 8.795 \| \| |            |
| Демографија | |            |
| Година      | Становника | Становника |
| 1948.       | 1.781 |            |
| 1953.       | 2.179 |            |
| 1961.       | 3.200 |            |
| 1971.       | 5.718 |            |
| 1981.       | 8.565 |            |
| 1991.       | 10.424 | 10.405     |
| 2002.       | 10.335 | 10.462     |
| 2011.       | 8.795 |            |

| Етнички састав према попису из 2011.‍ | Етнички састав према попису из 2011.‍ | Етнички састав према попису из 2011.‍ | Етнички састав према попису из 2011.‍ | Етнички састав према попису из 2011.‍ |
| ------------------------------------ | ------------------------------------ | ------------------------------------ | ------------------------------------ | ------------------------------------ |
|                                      |                                      |                                      |                                      |                                      |
| Срби                                 | Срби                                 |                                      | 7.182                                | 81,66%                               |
| Бошњаци                              | Бошњаци                              |                                      | 788                                  | 8,96%                                |
| Муслимани                            | Муслимани                            |                                      | 525                                  | 5,97%                                |
| Југословени                          | Југословени                          |                                      | 33                                   | 0,37%                                |
| Црногорци                            | Црногорци                            |                                      | 18                                   | 0,20%                                |
| Хрвати                               | Хрвати                               |                                      | 4                                    | 0,04%                                |
| Албанци                              | Албанци                              |                                      | 3                                    | 0,03%                                |
| Горанци                              | Горанци                              |                                      | 3                                    | 0,03%                                |
| Роми                                 | Роми                                 |                                      | 3                                    | 0,03%                                |
| Руси                                 | Руси                                 |                                      | 3                                    | 0,03%                                |
| Мађари                               | Мађари                               |                                      | 2                                    | 0,02%                                |
| Македонци                            | Македонци                            |                                      | 2                                    | 0,02%                                |
| Словаци                              | Словаци                              |                                      | 2                                    | 0,02%                                |
| Словенци                             | Словенци                             |                                      | 2                                    | 0,02%                                |
| Бугари                               | Бугари                               |                                      | 1                                    | 0,01%                                |
| Румуни                               | Румуни                               |                                      | 1                                    | 0,01%                                |
| Украјинци                            | Украјинци                            |                                      | 1                                    | 0,01%                                |
| остали                               | остали                               |                                      | 9                                    | 0,10%                                |
| неизјашњени                          | неизјашњени                          |                                      | 136                                  | 1,54%                                |
| непознато                            | непознато                            |                                      | 77                                   | 0,87%                                |
| укупно: 8.795                        |                                      |                                      |                                      |                                      |

| \| \| м \| \| \| ж \| \| ? \| 16 \| \| \| 22 \| \| 80+ \| 16 \| \| \| 34 \| \| 75—79 \| 44 \| \| \| 63 \| \| 70—74 \| 95 \| \| \| 114 \| \| 65—69 \| 166 \| \| \| 200 \| \| 60—64 \| 217 \| \| \| 226 \| \| 55—59 \| 280 \| \| \| 232 \| \| 50—54 \| 418 \| \| \| 448 \| \| 45—49 \| 530 \| \| \| 509 \| \| 40—44 \| 434 \| \| \| 527 \| \| 35—39 \| 342 \| \| \| 386 \| \| 30—34 \| 304 \| \| \| 310 \| \| 25—29 \| 342 \| \| \| 350 \| \| 20—24 \| 463 \| \| \| 411 \| \| 15—19 \| 482 \| \| \| 486 \| \| 10—14 \| 402 \| \| \| 432 \| \| 5—9 \| 284 \| \| \| 291 \| \| 0—4 \| 218 \| \| \| 241 \| \| Просек : \| 35,1 \| \| \| 35,6 \| |      |  |  |      |
| |      |  |  |      |
| | м    |  |  | ж    |
| ? | 16   |  |  | 22   |
| 80+ | 16   |  |  | 34   |
| 75—79 | 44   |  |  | 63   |
| 70—74 | 95   |  |  | 114  |
| 65—69 | 166  |  |  | 200  |
| 60—64 | 217  |  |  | 226  |
| 55—59 | 280  |  |  | 232  |
| 50—54 | 418  |  |  | 448  |
| 45—49 | 530  |  |  | 509  |
| 40—44 | 434  |  |  | 527  |
| 35—39 | 342  |  |  | 386  |
| 30—34 | 304  |  |  | 310  |
| 25—29 | 342  |  |  | 350  |
| 20—24 | 463  |  |  | 411  |
| 15—19 | 482  |  |  | 486  |
| 10—14 | 402  |  |  | 432  |
| 5—9 | 284  |  |  | 291  |
| 0—4 | 218  |  |  | 241  |
| Просек : | 35,1 |  |  | 35,6 |

| Година пописа     | 1948. | 1953. | 1961. | 1971. | 1981. | 1991. | 2002. |
| ----------------- | ----- | ----- | ----- | ----- | ----- | ----- | ----- |
| Број домаћинстава | 458   | 553   | 1.004 | 1.807 | 2.612 | 3.061 | 3.132 |

| Број чланова      | 1   | 2   | 3   | 4     | 5   | 6  | 7  | 8 | 9 | 10 и више | Просек |
| ----------------- | --- | --- | --- | ----- | --- | -- | -- | - | - | --------- | ------ |
| Број домаћинстава | 391 | 564 | 588 | 1.085 | 370 | 97 | 25 | 6 | 4 | 2         | 3,30   |

| Пол    | Укупно | Неожењен/Неудата | Ожењен/Удата | Удовац/Удовица | Разведен/Разведена | Непознато |
| ------ | ------ | ---------------- | ------------ | -------------- | ------------------ | --------- |
| Мушки  | 4.149  | 1.399            | 2.583        | 100            | 52                 | 15        |
| Женски | 4.318  | 1.173            | 2.586        | 391            | 163                | 5         |
| УКУПНО | 8.467  | 2.572            | 5.169        | 491            | 215                | 20        |

| Пол    | Укупно                    | Пољопривреда, лов и шумарство | Рибарство                            | Вађење руде и камена | Прерађивачка индустрија       |
| ------ | ------------------------- | ----------------------------- | ------------------------------------ | -------------------- | ----------------------------- |
| Мушки  | 1.942                     | 80                            | 1                                    | 7                    | 815                           |
| Женски | 1.593                     | 47                            | 0                                    | 0                    | 657                           |
| Укупно | 3.535                     | 127                           | 1                                    | 7                    | 1.472                         |
|        |                           |                               |                                      |                      |                               |
| Пол    | Производња и снабдевање   | Грађевинарство                | Трговина                             | Хотели и ресторани   | Саобраћај, складиштење и везе |
| Мушки  | 229                       | 88                            | 199                                  | 73                   | 111                           |
| Женски | 69                        | 10                            | 229                                  | 81                   | 18                            |
| Укупно | 298                       | 98                            | 428                                  | 154                  | 129                           |
|        |                           |                               |                                      |                      |                               |
| Пол    | Финансијско посредовање   | Некретнине                    | Државна управа и одбрана             | Образовање           | Здравствени и социјални рад   |
| Мушки  | 11                        | 18                            | 128                                  | 68                   | 60                            |
| Женски | 33                        | 19                            | 92                                   | 114                  | 187                           |
| Укупно | 44                        | 37                            | 220                                  | 182                  | 247                           |
|        |                           |                               |                                      |                      |                               |
| Пол    | Остале услужне активности | Приватна домаћинства          | Екстериторијалне организације и тела | Непознато            | Непознато                     |
| Мушки  | 22                        | 0                             | 0                                    | 32                   | 32                            |
| Женски | 16                        | 0                             | 0                                    | 21                   | 21                            |
| Укупно | 38                        | 0                             | 0                                    | 53                   | 53                            |

## Познати Нововарошани
- Патријарх српски Гаврило I (Штитково, * 1595 — † 1659)
- Неки Рашковићи (18 - 19. в.)
- Симо Јаковић, капетан моравички (* 1800 — † 1862)
- Јефрем Бојовић, жички епископ (Мишевићи, * 1851 — † 1933)
- Петар Бојовић, војвода (Мишевићи, * 1858 — † 1945)
- Милорад Вујичић, правник, министар (Радоиња, * 1869 — † 1936)
- Јован Томић, историчар (* 1869 — † 1932)
- Јевстатије Караматијевић, свештеник, политичар (* 1881 — † 1948)
- Растко Пурић, социјални радник, песник (* 1903 — † 1981)
- Воја Лековић, народни херој (Радоиња, * 1912 — † 1997)
- Пиво Караматијевић, писац и сликар (* 1912 — † 1963)
- Гојко Друловић, професор, народни херој (Вранеша, 1912 — † 1943)
- Чедомир Друловић, народни херој (Вранеша, * 1912 — † 1992)
- Слободан Никачевић, народни херој (Бистрица, * 1912 — † 1943)
- Халил Хаџимуртезић, народни херој (* 1915 — † 2007)
- Родољуб Стевовић, народни херој (* 1917 — † 1943)
- Момир Пуцаревић, народни херој (Дрмановићи, * 1918 — † 1942)
- Зећир Мусић, народни херој (* 1919 — † 1987)
- Милојко Друловић, новинар, амбасадор (* 1923 — † 1989)
- Живко Љујић, народни херој (* 1923 — † 1942)
- Александар Миловић, сценограф (* 1923 — † 2001)
- Растко Тадић, глумац (* 1933 — † 1994)
- Стеван Бјелић, генерал полиције и начелник београдске полиције (*1960)**Гордана Боранијашевић,песникиња(*1960)
- Љубинко Друловић, фудбалер и фудбалски тренер (* 1968)
- Милан Топаловић Топалко, певач (Трудово, * 1976)
- Немања Недовић, кошаркаш (* 1991)
- Бојана Лечић, Мис Србије (* 1991)
- Никола Боранијашевић, фудбалер (* 1992)
- Дино Долмагић, фудбалер (* 1994)
- Иван Шапоњић, фудбалер (* 1997)
- Душан Миловић, инжењер грађевинарства (Нова Варош 1925 - 2018)

## Галерија
- Штиково
- Дом културе „Јован Томић“
- Центар Нове Вароши
- Центар Нове Вароши
- Храм Свете Тројице
- Скендер-пашина џамија
- Златарско језеро